# تارا باکمن
تارا باکمن (انگلیسی: Tara Buckman؛ زادهٔ ۱ اکتبر ۱۹۵۶) بازیگر اهل ایالات متحده آمریکا است.
از فیلم‌ها یا برنامه‌های تلویزیونی که وی در آن نقش داشته‌است، می‌توان به کافه بلو اینجل و مسیر کاننبال اشاره کرد.